# Girl2K
Girl2K (tiếng Thái: สาวออฟฟิศ 2000 ปี; RTGS: Sao Offit 2000 Pi) là một bộ phim truyền hình Thái Lan phát sóng năm 2021 với sự tham gia của Sushar Manaying (Aom), Jumpol Adulkittiporn (Off) và Pathompong Reonchaidee (Toy). Bộ phim theo chân Momay, một cô gái đã bị dính lời nguyền bất tử và cần phải tìm ra tình yêu đích thực để phá giải nó.
Bộ phim được đạo diễn bởi Pawis Sowsrion và sản xuất bởi GMMTV. Đây là một trong mười hai dự án phim truyền hình cho năm 2020 được GMMTV giới thiệu trong sự kiện "GMMTV 2020 New & Next" vào ngày 15 tháng 10 năm 2019. Ban đầu, dự án được lên lịch phát sóng vào năm 2020 nhưng bị lùi lại. Bộ phim được phát sóng vào lúc 20:30 (ICT), thứ Tư và thứ Năm trên GMM 25 và phát lại vào 22:30 (ICT) cùng ngày trên LINE TV, bắt đầu từ ngày 17 tháng 2 năm 2021. Bộ phim kết thúc vào ngày 18 tháng 3 năm 2021.

## Nội dung
Năm nay, Momay đã 2000 tuổi. Trong suốt nhiều thế kỷ, cô ấy không hề già đi, bị bệnh hay chết. Cô đã thử mọi cách để tự sát nhưng không thành. Momay cuối cùng đã có hy vọng khi bạn cô, Krathing, một thầy bói, nói với cô rằng cô có thể sẽ già đi và chết nếu cô tìm được tình yêu đích thực của mình trong năm nay. Vấn đề là nay có tận 4 người cho cô chọn. Thawin - sếp chăm chỉ và hào phóng, ông Prom - khách hàng lớn nhất của công ty cô, Kampun - một chàng trai trẻ ngọt ngào, và Moo Tod - nhân viên mới đầy nhiệt huyết. Bốn sự lựa chọn và một năm để tìm ra tình yêu đích thực của mình. Nhưng ai mới là người phù hợp?

## Diễn viên
Dưới đây là dàn diễn viên của bộ phim:

### Diễn viên chính
- Sushar Manaying (Aom) vai Momay
- Jumpol Adulkittiporn (Off) vai Thawin
- Pathompong Reonchaidee (Toy) vai Moo Tod

### Diễn viên phụ
- Pattadon Janngeon (Fiat) vai Kampun
- Uttsada Panichkul (Utt) vai ông Prom
- Rudklao Amratisha vai Kanyao
- Chaleumpol Tikumpornteerawong (Jack) vai Oab
- Kornrawich Sungkibool (Junior) vai Krathing
- Passakorn Ponlaboon (Fern) vai Yenli

### Khách mời
- Suporn Sangkaphibal vai bà Chailai/Jisoo
- Phatchara Thabthong (Kapook) vai Punpun
- Jirawat Wachirasarunpat (Wo) vai quản lí khách sạn
- Sutthipha Kongnawdee (Noon) vai người yêu của ông Prom
- Suttatip Wutchaipradit (Ampere) vai nhân viên bán bảo hiểm
- Chayanit Boonsopit (Eve) vai June June
- Tawan Vihokratana (Tay) vai Matt

## Nhạc phim
| Tên bài hát                              | Thể hiện               | Ref.  |
| ---------------------------------------- | ---------------------- | ----- |
| โดดออกมารัก - Take A Risk (Do Tok Ma Rak) | Katreeya English (Kat) | [ 6 ] |

## Đón nhận

### Rating truyền hình Thái Lan
- Trong bảng dưới đây, màu xanh biểu thị rating thấp nhất và màu đỏ biểu thị rating cao nhất.

| Tập        | Khung giờ (UTC+07:00)  | Ngày phát sóng      | Tỷ lệ rating trung bình | Ref.   |
| ---------- | ---------------------- | ------------------- | ----------------------- | ------ |
| 1          | Thứ Tư, thứ Năm, 20:30 | 17 tháng 2 năm 2021 | 0.189%                  | [ 7 ]  |
| 2          | Thứ Tư, thứ Năm, 20:30 | 18 tháng 2 năm 2021 | 0.161%                  | [ 8 ]  |
| 3          | Thứ Tư, thứ Năm, 20:30 | 24 tháng 2 năm 2021 | 0.085%                  | [ 9 ]  |
| 4          | Thứ Tư, thứ Năm, 20:30 | 25 tháng 2 năm 2021 | 0.111%                  | [ 10 ] |
| 5          | Thứ Tư, thứ Năm, 20:30 | 3 tháng 3 năm 2021  | 0.194%                  | [ 11 ] |
| 6          | Thứ Tư, thứ Năm, 20:30 | 4 tháng 3 năm 2021  | 0.141%                  | [ 12 ] |
| 7          | Thứ Tư, thứ Năm, 20:30 | 10 tháng 3 năm 2021 | 0.127%                  | [ 13 ] |
| 8          | Thứ Tư, thứ Năm, 20:30 | 11 tháng 3 năm 2021 | 0.172%                  | [ 14 ] |
| 9          | Thứ Tư, thứ Năm, 20:30 | 17 tháng 3 năm 2021 | 0.198%                  | [ 15 ] |
| 10         | Thứ Tư, thứ Năm, 20:30 | 18 tháng 3 năm 2021 | 0.131%                  | [ 16 ] |
| Trung bình | Trung bình             | Trung bình          | — 1                     | — 1    |

^1  Dựa trên tỷ lệ rating trung bình mỗi tập.